# استنباط شبکه‌های زیستی
استنباط شبکه‌های زیستی (به انگلیسی: Biological network inference) به فرایند استنباط و پیش‌بینی شبکه‌های زیستی گفته می‌شود. 

## مقدمه
یکی از راه‌های رایج برای درک بهتر سیستم‌های زیستی، در نظر گرفتن آن‌ها به صورت شبکه‌ای از چندین زیرمجموعه‌ی در حال ارتباط با هم است. برای بررسی یک شبکه‌ی زیستی، باید موارد زیر مورد توجه قرار گیرند: ۱. عناصر موجود در شبکه ۲. چگونگی ارتباط میان عناصر مختلف شبکه ۳. رفتار پویای عناصر در شبکه.
استنباط و الگویابی این موارد امکان یافتن روابط علّی بین عناصر مختلف و همچنین پیش‌بینی رفتار شبکه در شرایط جدید را فراهم می‌کند. استنباط شبکه‌های زیستی اغلب در سه سطح صورت می‌گیرد: ۱. شبکه‌های ژنتیک ۲. شبکه‌های متابولیک ۳. شبکه‌های تعامل پروتئین.
در سه دهه‌ی اخیر روش‌ها و پایگاه‌های داده‌ی مختلفی برای استنباط شبکه‌های زیستی ارائه شده‌اند. در ادامه برخی از روش‌های شناخته‌شده‌تر در این حوزه مورد بررسی قرار خواهند گرفت.

## روش‌های استنباط شبکه‌های زیستی

### معادله دیفرانسیل
در این روش دنباله‌ی داده‌های بیان ژن به ترتیب زمانی به صورت سیستمی از معادلات دیفرانسیل مدل می‌شوند.
هر چند این روش در شبکه‌های کوچک‌تر بهینه می‌باشد، به علت پیچیدگی محاسباتی در شبکه‌های بزرگ‌تر قابل استفاده نیست.

### شبکه‌های بولی
استفاده از شبکه‌های بولی برای مدل‌سازی شبکه‌های زیستی، به ویژه شبکه‌های تنظیم‌کننده‌ی ژن، یکی از اولین گام‌ها برای استنباط شبکه‌های زیستی بوده است.
در این روش با استفاده از داده‌های گسسته‌ی بولی، شبکه‌ی بولی متناظر با آن داده‌ها ساخته می‌شود. در شبکه‌ی بولی برای شبکه‌ی تنظیم‌کننده‌ی ژن، هر راس متناظر وضعیت یک ژن است و می‌تواند دارای مقادیر ۰ یا ۱ باشد. این شبکه قابلیت پیش‌بینی وضعیت هر راس را در هر مرحله‌ی زمانی دارد؛ بدین شکل که در هر مرحله‌ی زمانی وضعیت هر راس با توجه به وضعیت راس‌های همسایه‌ی خود در مرحله‌ی قبل به روز رسانی می‌شود. در روش‌های جدیدتر، وضعیت هر راس در هر مرحله‌ی زمانی از یک توزیع احتمالاتی روی چند تابع از همسایگان آن راس در مرحله‌ی پیشین انتخاب خواهد شد. به این نوع از شبکه‌های بولی، شبکه‌های بولی احتمالاتی گفته می‌شود.
از مزایای استنباط شبکه‌های زیستی با استفاده از شبکه‌های بولی می‌توان به پویا بودن شبکه و امکان جهش یافتن ژن در آن اشاره کرد، اما به این روش ایرادهایی نیز وارد است که برجسته‌ترین آن‌ها گسسته در نظر گرفتن وضعیت ژن‌ها و زمان بر خلاف واقعیت می‌باشد.

### یادگیری ماشین
در دو دهه‌ی اخیر استفاده از یادگیری ماشین برای استنباط شبکه‌های زیستی مورد استقبال قرار گرفت. در ادامه به برخی از روش‌های شناخته‌شده در این حوزه پرداخته خواهد شد.

#### شبکه‌های بیزی
شبکه‌های بیزی گراف‌های جهت‌دار غیرمدوری هستند که مجموعه‌ای از متغیرهای تصادفی و رابطه‌ی میان آن‌ها را نشان می‌دهند. در شبکه‌های بیزی ارتباط میان هر دو راس به صورت یک توزیع احتمال شرطی از متغیرهای تصادفی متناظر با آن دو راس است، بنابراین یک شبکه‌ی بیزی در مجموع یک توزیع احتمال توأم از مجموعه‌ای از متغیرهای تصادفی را نشان می‌دهد.
از شبکه‌های بیزی اغلب برای استنباط شبکه‌های تنظیم ژن استفاده می‌شود که در آن متغیرهای تصادفی بیان‌های ژن‌ها می‌باشند. 
مهم‌ترین مزیت شبکه‌های بیزی برای استنباط شبکه‌های زیستی، قابلیت آن‌ها برای استخراج روابط علّی میان متغیرهای تصادفی می‌باشد. 

##### شبکه‌های پویای بیزی
شبکه‌های بیزی فاقد قابلیت استنباط شبکه‌های دارای دور هستند، در حالی که شبکه‌های ژنی دارای دور می‌باشند. شبکه‌های پویای بیزی بر خلاف شبکه‌های بیزی که بر اساس داده‌های ایستا کار می‌کنند، از سری‌های زمانی برای استخراج روابط علّی میان متغیرهای تصادفی استفاده کرده و همچنین قابلیت استنباط شبکه‌های مدور را دارند.

#### یادگیری عمیق
در روش‌های یادگیری عمیق از  شبکه‌های عصبی عمیق استفاده می‌شود. شبکه عصبی عمیق متشکل از لایه‌هایی از واحدهای محاسباتی وزن‌دار و متصل به هم است که به آن‌ها نورون گفته می‌شود. ساده ترین شبکه‌ی عصبی عمیق دارای سه لایه می‌باشد: لایه‌ی ورودی، لایه‌ی پنهان و لایه‌ی خروجی. لایه‌ی ورودی پس از دریافت داده‌ی خام آن را به لایه‌ی پنهان منتقل کرده و لایه‌ی پنهان با استفاده از توابع ریاضی داده‌ی خام را به یک بازنمود تبدیل می‌کند که شبکه‌ی عصبی از آن برای استخراج الگوی در داده‌ی ورودی استفاده می‌کند. نهایتاً لایه‌ی خروجی جواب متناسب با مسئله را با استفاده از لایه‌های پنهان می‌دهد. هدف یادگیری عمیق این است که شبکه‌ی عصبی عمیق بتواند بازنمودهای درستی را از داده استخراج کرده و جواب درست را به عنوان خروجی بدهد. 
از یادگیری عمیق برای استنباط شبکه‌های زیستی از قبیل شبکه‌های ژنی، ترکیبات دارویی و ... استفاده می‌شود. 
از مزایای یادگیری عمیق برای استنباط شبکه‌های زیستی عدم نیاز آن به دانش اولیه‌ی انسانی و همچنین قابلیت پیدا کردن الگوهای جدید در داده‌ی خام است. از ایرادهای وارده به شبکه‌های عمیق برای استنباط شبکه‌های زیستی می‌توان به نیاز به حجم زیاد داده‌ی خام و همچنین عدم تفسیرپذیری آن‌ها اشاره نمود.